# Батт (міфологія)
Батт (дав.-гр. Βάττος, іноді Ватт) — персонаж давньогрецької міфології, аркадський пастух.
Коли він випасав худобу Нелея, то випадково побачив, що Гермес тишком-нишком гнав до лісу корів, що їх він вкрав в Аполлона. Гермес помітив його і запропонував йому в обмін на мовчання кращу корову з вкраденого стада. Батт поклявся мовчати, запевнивши, що «швидше камінь видасть» Гермеса. Деякий час по тому Гермес, змінивши зовнішність і прикинувшись власником викраденого стада, знову з'явився до Батта і пообіцяв йому бика з телям, якщо він розповість, куди відігнали корів. Батт порушив дану клятву, за що Гермес перетворив його на скелю, якій дали ім'я «Вказівник».